# Geophis juarezi
Geophis juarezi là một loài rắn trong họ Rắn nước. Loài này được Nieto-Montes De Oca mô tả khoa học đầu tiên năm 2003.